# Světový pohár v biatlonu 2016/2017 – Anterselva
6. podnik Světového poháru v biatlonu v sezóně 2016/17 probíhal od 19. do 22. ledna 2017 ve italské Anterselvě. Na programu podniku byly vytrvalostní závody, závody s hromadným startem a štafety.

## Program závodů
Oficiální program:
| Datum     | Disciplína                       | Začátek (SEČ) | Počet závodníků |
| --------- | -------------------------------- | ------------- | --------------- |
| 19. ledna | Vytrvalostní závod (ženy)        | 14:15         | 99              |
| 20. ledna | Vytrvalostní závod (muži)        | 14:15         | 105             |
| 21. ledna | Závod s hromadným startem (ženy) | 13:30         | 30              |
| 21. ledna | Štafeta (muži)                   | 15:15         | 25 týmů         |
| 22. ledna | Závod s hromadným startem (muži) | 11:00         | 30              |
| 22. ledna | Štafeta (ženy)                   | 14:45         | 23 týmů         |

## Průběh závodů

### Vytrvalostní závody
Závod žen začala velmi dobře Eva Puskarčíková. Střílela nejrychleji ze všech závodnic a po prvních dvou čistých střelbách se čtyřsekundovým náskokem objevila v čele průběžného pořadí. První byla také po třetí čisté střelbě. Při poslední položce však zasáhla jen dva terče z pěti a dokončila závod na 13. místě. „Od začátku závodu mě strašně bolely nohy, a pak to asi při závěrečné položce vygradovalo,“ komentovala Puskarčíková svoji poslední střelbu.  Také Lucie Charvátová se do třetí střelby držela na vedoucích místech průběžného pořadí. Když se jí však v druhé polovině závodu střelecky nedařilo a udělala celkem šest chyb, skončila nakonec na 32. pozici. Gabriela Soukalová předvedla sice nejlepší běžecký čas z celého startovního pole, ale ten s třemi chybami vleže a třemi vstoje stačil na 24. místo v cíli. V závodě, který byl ovlivněn měnícím se větrem, zvítězila Laura Dahlmeierová, která tím od Koukalové převzala žlutý dres vedoucí závodnice světového poháru. Ohrožovala jí ještě Francouzka Anaïs Chevalierová, která na posledním mezičase byla o tři sekundy před ní, ale vinou pomalejšího běhu dojela nakonec druhá. Překvapením bylo třetí místo domácí Alexie Runggaldierové, která jako jedna z mála dokázala zastřílet jen s jednou chybou.
V závodě mužů se podobně jako Evě Puskarčíkové dařilo Michalu Krčmářovi až do poslední střelby. Neprobojoval se sice do čela průběžného pořadí, ale díky prvním třem bezchybně zastříleným položkám se udržoval mezi prvními. Při poslední střelbě však udělal jednu chybu, a i když dojel na průběžně třetím místě, nakonec skončil osmý. „Nevím, jestli to bylo únavou nebo něčím jiným, ale ty stojky byly strašně vybojované. Takže jsem s konečnou střelbou za jedna maximálně spokojený.“ zhodnotil pak Krčmář svůj výkon. Ostatním českým reprezentantům se nedařilo: na body dosáhl už jen Jaroslav Soukup, který dojel na 40. místě. Vítěz tří předcházejících závodů  Martin Fourcade nezasáhl celkem dva terče. Tyto chyby vyrovnal nejrychlejším během a do cíle dojel jako průběžně první. V té době však už měl odstříleno Anton Šipulin, který udělal celkově o jednu chybu méně a z poslední střelby odjížděl s náskokem 44 sekund na Fourcada. Svůj odstup udržel a po roce zde v Anterselvě opět zvítězil.

### Závody s hromadným startem
Do sobotního závodu žen se kvalifikovaly tři české reprezentantky. Gabriela Soukalová běžela zpočátku pomaleji. V obou prvních střelbách udělala po jedné chybě a z obou odjížděla až na 19. místě. Poté však zrychlila běh a když na třetí položce zasáhla všechny terče, posunula se na šesté místo, ale s půlminutovou ztrátou na vedoucí Lauru Dahlmeierovou z Německa. V předposledním kole předjela Koukalová několik závodnic, ale náskok Dahlmeierové nesnížila. Němka však při poslední střelbě udělala dvě chyby a tak se čistě střílející Koukalová dostala do čela. Televizní komentátoři očekávali, že se ihned odpoutá od další Němky Nadine Horchlerové, která ze střelnice odjížděla těsně za ní. Horchlerová se však české závodnice udržela, v posledním stoupání ji předjela a poprvé v kariéře zvítězila v závodu světového poháru. Dahlmeierová dokázala v posledním kole dojet čtvrtminutovou ztrátu, 100 metrů před cílem se dostala před Koukalovou a odsunula jí tak na třetí místo. Pro Koukalovou to přesto byly první stupně vítězů v Anterselvě, kde se jí dosud nedařilo. Koukalová si tohoto umístění cenila více, než předcházejících vítězství, protože dvakrát jela jen s jednou hůlkou.      „Nejdřív mi Laura (Dahlmeierová) několikrát na úvodních kilometrech přišlápla hůl a pak to dorazila Doro (Wiererová), když mi ji omylem přišlápla během největšího kopce, co tu na trati je.“ Z dalších českých reprezentantek střílela Eva Puskarčíková zpočátku čistě, a i když při druhé nezasáhla jeden terč, stále se udržovala ve vedoucí skupině; na trati však ztrácela. Při třetí a čtvrté střelbě udělala opět po jedné chybě, ale rychlým během v závěru se propracovala na konečné 11. místo. Veronika Vítková skončila s dvěma chybami o tři pozice za ní.
Oproti ženám se českým reprezentantům se v nedělním „masáku“ nedařilo ani ve střelbě, ani v běhu. Postupně se propadali ke konci startovního pole. Nejlépe dojel Ondřej Moravec na 23. místě s třemi chybami na střelnici. Šéftrenér reprezentace Ondřeje Rybáře okomentoval průběh závodu pro Českou televizi: „Rozhodně nejsme spokojeni. Na klukách se projevila únava z posledních závodů.“  Zvítězil Johannes Thingnes Bø, jediný čistě střílející účastník závodu. Celé poslední kolo jel ve dvojici s Francouzem Quentinen Fillonem Mailletem, kterého v cílové rovině předjel.

### Štafety
V štafetách mužů, které se oproti stejné soutěži žen jely před mužským závodem s hromadným startem, už zpočátku český tým ztrácel. Ondřej Moravec musel dobíjet celkem tři náboje a předával na 16. místě se ztrátou 42 sekund. Adam Václavík pak díky čisté střelbě vleže posunul českou štafetu na 11. místo, ale vstoje udělal celkem pět chyb, musel na dvě trestná kola a spadl na 18. místo s téměř dvouminutovou ztrátou. Michal Šlesingr a Michal Krčmář pak dostali od trenérů pokyn, aby se šetřili na nedělní závod, a jeli už pomaleji. Navíc udělali na střelnici dohromady další pět chyb. Česká štafeta tak skončila na 13. místě.
O vítězství bojovaly od poloviny závodu už jen štafety Německa a Norska. V posledním kole jel Emil Hegle Svendsen stále v čele, ale Simon Schempp na něj v cílové rovině zaútočil a o desetinu sekundy zvítězil.
V české ženské štafetě nenastoupila Gabriela Soukalová, která byla podle trenérů unavená a šetřila se na blížící mistrovství světa. Závod proto rozběhla Lucie Charvátová. Nezasáhla celkem pět terčů a navíc musela na trestné kolo. Částečně to vyrovnala rychlým během, ale předávala na 16. místě s téměř minutovou ztrátou. V druhém úseku vyzkoušeli trenéři po pěti letech ve světovém poháru znovu Leu Johanidesovou. Ta sice nemusela na trestné kolo, ale udělala také pět chyb na střelnici a navíc běžela velmi pomalu: na trati byla o více než dvě minuty pomalejší než čelo závodu. Proto předávala na 21. místě se ztrátou téměř čtyř minut. Eva Puskarčíková a Veronika Vítková pak předvedly dobrý běžecký výkon, ke kterému Vítková přidala i čistou střelbu; odstupy mezi štafetami však už byly tak velké, že to nestačilo na  lepší než 16. místo v cíli.
V závodě zvítězily německé biatlonistky, které jely v čele závodu od druhého úseku. I když v posledních dvou úsecích udělaly na střelnici vždy více chyb než jejich nejbližší soupeřky, rychlým během se jim vzdálily a dojely do cíle s náskokem před francouzskou štafetou.

## Pořadí zemí
| Pořadí | Země     | 1. místo | 2. místo | 3. místo | Celkově |
| ------ | -------- | -------- | -------- | -------- | ------- |
| 1.     | Německo  | 4        | 1        | 0        | 5       |
| 2.     | Norsko   | 1        | 1        | 0        | 2       |
| 3.     | Rusko    | 1        | 0        | 2        | 3       |
| 4.     | Francie  | 0        | 4        | 0        | 4       |
| 5.     | Itálie   | 0        | 0        | 2        | 2       |
| 6.     | Česko    | 0        | 0        | 1        | 1       |
| 6.     | Ukrajina | 0        | 0        | 1        | 1       |
|        | Celkem   | 6        | 6        | 6        | 18      |

## Umístění na stupních vítězů

### Muži
| Disciplína                        | První místo                                                  | Výkon                                         | Druhé místo                                                                             | Výkon                                                     | Třetí místo                                                          | Výkon                                                     |
| Vytrvalostní závod (20 km)        | Anton Šipulin                                                | 50:38,1 (0+0+1+0)                             | Martin Fourcade                                                                         | 51:19,1 (0+1+1+0)                                         | Serhij Semenov                                                       | 51:34,9 (0+0+0+1)                                         |
| Závod s hromadným startem (15 km) | Johannes Thingnes Bø                                         | 37:04,3 (0+0+0+0)                             | Quentin Fillon Maillet                                                                  | 37:08,0 (1+0+0+0)                                         | Anton Šipulin                                                        | 37:26,0 (0+1+0+0)                                         |
| Štafety (4×7,5 km)                | Německo Erik Lesser Benedikt Doll Arnd Peiffer Simon Schempp | 1:13:57,2 (0+0) (0+2) (0+2) (0+1) (0+0) (0+1) | Norsko Lars Helge Birkeland Henrik L'Abée-Lund Johannes Thingnes Bø Emil Hegle Svendsen | 1:13:57,3 (0+1) (0+1) (0+1) (0+3) (0+1) (0+0) (0+0) (0+2) | Rusko Maxim Cvetkov Jevgenij Garaničev Dmitrij Malyško Anton Babikov | 1:14:30,8 (0+0) (0+0) (0+3) (0+0) (0+2) (0+2) (0+0) (0+2) |

### Ženy
| Disciplína                          | První místo                                                                               | Výkon                                                     | Druhé místo                                                                             | Výkon                                                     | Třetí místo                                                                            | Výkon                                                     |
| Vytrvalostní závod (15 km)          | Laura Dahlmeierová                                                                        | 44:48,7 (1+1+0+0)                                         | Anaïs Chevalierová                                                                      | 44:52,5 (0+1+0+0)                                         | Alexia Runggaldierová                                                                  | 45:34,7 (0+1+0+0)                                         |
| Závod s hromadným startem (12,5 km) | Nadine Horchlerová                                                                        | 36:11,5 (0+0+0+0)                                         | Laura Dahlmeierová                                                                      | 36:14,6 (1+0+0+2)                                         | Gabriela Soukalová                                                                     | 36:19,5 (1+1+0+0)                                         |
| Štafety (4×6 km)                    | Německo Vanessa Hinzová Maren Hammerschmidtová Franziska Hildebrandová Laura Dahlmeierová | 1:09:12,4 (0+1) (0+1) (0+0) (0+1) (0+3) (0+1) (0+2) (0+3) | Francie Anaïs Chevalierová Justine Braisazová Anaïs Bescondová Marie Dorinová Habertová | 1:09:36,6 (0+1) (0+1) (0+3) (0+0) (0+0) (0+1) (0+0) (0+2) | Itálie Lisa Vittozziová Federica Sanfilippová Alexia Runggaldierová Dorothea Wiererová | 1:09:45,8 (0+1) (0+1) (0+1) (0+2) (0+0) (0+3) (0+0) (0+1) |